# Verwaltungsgliederung des Regierungsbezirks Niederbayern vor der Kreisreform
Vor der Kreisgebietsreform am 1. Juli 1972 gliederte sich der Regierungsbezirk Niederbayern in 4 Stadtkreise und 22 Landkreise.

## Stadtkreise
- Landshut
- Passau
- Straubing
- Deggendorf (heute Große Kreisstadt im Landkreis Deggendorf)

## Landkreise
- Bogen: heute Landkreise Deggendorf und Straubing-Bogen (Hauptteil)
- Deggendorf
- Dingolfing: heute Landkreis Dingolfing-Landau
- Eggenfelden: heute Landkreise Dingolfing-Landau, Passau und Rottal-Inn (Hauptteil)
- Grafenau: heute Landkreis Freyung-Grafenau
- Griesbach: heute Landkreise Passau (Hauptteil) und Rottal-Inn
- Kelheim
- Kötzting: heute Landkreise Cham in der Oberpfalz (Hauptteil) und Regen
- Landau an der Isar: heute Landkreise Deggendorf und Dingolfing-Landau (Hauptteil)
- Landshut
- Mainburg: heute Landkreise Freising in Oberbayern, Kelheim (Hauptteil), Landshut und Pfaffenhofen an der Ilm in Oberbayern
- Mallersdorf: heute Landkreise Dingolfing-Landau, Landshut, Regensburg in der Oberpfalz und Straubing-Bogen (Hauptteil)
- Passau
- Pfarrkirchen: heute Landkreis Rottal-Inn
- Regen
- Rottenburg an der Laaber: heute Landkreise Kelheim, Landshut (Hauptteil) und Regensburg in der Oberpfalz
- Straubing: heute Landkreis Straubing-Bogen (Hauptteil) und kreisfreie Stadt Straubing
- Viechtach: heute Landkreis Regen
- Vilsbiburg: heute Landkreise Dingolfing-Landau, Landshut (Hauptteil) und Rottal-Inn
- Vilshofen: heute Landkreise Deggendorf und Passau (Hauptteil)
- Wegscheid: heute Landkreis Passau
- Wolfstein (Verwaltungssitz Freyung): heute Landkreis Freyung-Grafenau

Anmerkung: Bis 1954 wurden die Regierungsbezirke Niederbayern und Oberpfalz gemeinsam verwaltet.